# Sika Barbulowa
Sika Barbulowa (vor Heirat: Sika Kelbetschewa, bulgarisch Сийка Келбечева-Барбулова; * 1. Dezember 1951 in Plowdiw) ist eine ehemalige bulgarische Ruderin. Zusammen mit Stojanka Gruitschewa war sie 1976 Olympiasiegerin im Zweier ohne Steuerfrau.

## Karriere
Sika Kelbetschewa, belegte bei den Europameisterschaften 1973 sowohl mit dem Vierer mit Steuerfrau als auch mit dem Achter den fünften Platz. Zusammen mit Stojanka Gruitschewa erreichte sie bei den Weltmeisterschaften 1975 den vierten Platz im Zweier ohne Steuerfrau. Bei der olympischen Premiere des Frauenruderns 1976 in Montreal siegten die beiden Bulgarinnen vor den Booten aus der DDR und aus der BRD, nachdem sie im Vorlauf noch Zweite hinter dem BRD-Zweier geworden waren.
Nach ihrer Heirat nahm Sika Barbulowa mit der inzwischen ebenfalls verheirateten Stojanka Kurbatowa an den Olympischen Spielen 1980 in Moskau teil. Insgesamt traten im Zweier ohne Steuerfrau nur sechs Boote an, von denen fünf zum Finale zugelassen wurden. Es siegte der Zweier aus der DDR vor den Polinnen, die beiden Bulgarinnen gewannen vier Jahre nach ihrem Olympiasieg die Bronzemedaille.
Die 1,74 m große Sika Barbulowa ruderte für Trakia Plowdiw.